# Giovanni Brevi
Giovanni Brevi, noto come padre Davide (Bagnatica, 24 gennaio 1908 – Ronco Biellese, 31 gennaio 1998), è stato un presbitero, missionario e militare italiano, assegnato al Corpo degli alpini, ed insignito di medaglia d'oro al valor militare a vivente nel corso della seconda guerra mondiale.

## Biografia
Nacque a Bagnatica il 24 gennaio 1908, figlio di Pasquale e di Albina Sala, ma subito dopo la sua nascita la famiglia si trasferì nel biellese e poi a Gazzaniga, provincia di Bergamo. Fin da giovane sentì la vocazione missionaria, iniziando gli studi nella Scuola Apostolica del Sacro Cuore di Albino, Bergamo, proseguendo poi gli studi teologici nel Seminario di Bologna. Ordinato sacerdote dal cardinale Giovanni Battista Nasalli Rocca di Corneliano nel 1934, l'anno successivo parte per le missioni nel Camerun francese dove lavora in mezzo ai lebbrosi. Subito dopo l'entrata in guerra del Regno d'Italia, il 10 giugno 1940, viene internato dalle autorità francesi in un campo di concentramento. Liberato nel mese di novembre, rientra in Italia entrando nell'Ordinariato militare.
Nel mese di dicembre, nominato tenente cappellano militare, parte per l'Albania  assegnato al Battaglione alpini "L'Aquila", 9º Reggimento, 3ª Divisione alpina "Julia", e con questo reparto partecipa alle operazioni di guerra sul fronte greco. Nell'agosto 1941 viene trasferito al Battaglione alpini "Val Cismon", sempre appartenente al 9º Reggimento.
Nel corso del maggio del 1942 rimpatria insieme a tutta la divisione che, dopo tre mesi di addestramento, il 15 agosto parte per il fronte russo, assegnata all'ARMIR.
Viene fatto prigioniero dalle truppe sovietiche il 12 gennaio 1943, sulla strada Rossoš-Valujki, nel corso dell'Operazione Piccolo Saturno.

Il fatto di essere prete ed ufficiale gli valgono un "trattamento speciale" per fargli abiurare la fede e la Patria, venendo rinchiuso in un campo di punizione. Scrive alla famiglia:
Alle torture e alle privazioni risponde con maggior impegno nell'aiuto dei compagni di prigionia, inventa sempre nuove vie per poter celebrare messa, inizia scioperi della fame per il trattamento a cui sono sottoposti i prigionieri.
Un documento russo del 1949 scritto dal Ministro degli interni Sergej Nikiforovič Kruglov a Vjačeslav Michajlovič Molotov cita:
Subisce tre processi, è condannato a trent'anni di lavori forzati da passare nei gulag, gira trentasei campi, dal Mar Nero alla Siberia. Per dodici anni continua a pregare per i moribondi, alleviare le sofferenze dei vivi, difendere i prigionieri.
Il 5 agosto 1951 gli viene concessa la medaglia d'oro al valor militare a vivente, ma viene liberato solo dopo la morte di Iosif Stalin, rientrando in Italia il 14 gennaio 1954.
Nel 1955 viene pubblicato dall'Editore Garzanti di Milano, a cura del giornalista Franco Di Bella, il suo libro di memorie  Russia 1942-1954, che è stato più volte ristampato.
Dopo un breve periodo di riposo riprende il suo servizio di cappellano militare nella Guardia di Finanza, assegnato alla 2ª Legione di Torino. Promosso capitano nel 1958 e cappellano militare capo nel 1961, si congeda nel 1976 con il grado di maggiore, ritirandosi nella casa di famiglia a Ronco Biellese, dove muore il 31 gennaio 1998.

## Pubblicazioni
- Russia 1942-1953. Garzanti Editore, Milano, 1955

### Annotazioni
1. ↑  La famiglia rimase a Gazzaniga tra il 1913 e il 1935.
2. ↑  Insieme al tenente colonnello Russo, ai maggiori Massa, Gallucci e Zigiotti, al capitano Franco Magnani, al tenente medico Enrico Reginato, al tenente Loli e al tenente Pennisi.

### Fonti
1. 1 2 3 4  Bianchi, Cattaneo 2011, p. 502.
2. 1 2 3 4 5 6 7 8 9 10 11  Bianchi, Cattaneo 2011, p. 503.
3. ↑  Sito Vecio - Scheda Archiviato il 20 luglio 2011 in Internet Archive. - visto 11 dicembre 2008
4. ↑   Quirinale - scheda - visto 11 dicembre 2008
5. ↑  Registrato alla Corte dei Conti il 4 ottobre 1951, Esercito registro 42, foglio 140.